# Waterloo (Iowa)
Waterloo je město ve Spojených státech amerických. Nachází se v okrese Black Hawk County, jehož je hlavním sídlem, ve státě Iowa. Ve městě žije přibližně 67 tisíc obyvatel a jeho rozloha činí 163,8 km². Je osmým nejlidnatějším městem v Iowě. Sousedí s městem Cedar Falls.
Město dříve neslo název Prairie Rapids Crossing. V srpnu 2012 město navštívil v rámci předvolební kampaně prezident Barack Obama.

## Rodáci
- Michele Bachmannová (* 1956) – americká politička
- Lou Hooverová (1874–1944) – manželka 31. prezidenta USA Herberta Hoovera a první dámy USA
- Dan Gable (* 1948) – americký zápasník
- Adam DeVine (* 1983) – americký komik, textař, herec
- Edwin Thompson Jaynes (1922–1998) – americký fyzik, statistik a matematik

## Partnerská města
- Gießen, Německo
- Tărgovište, Bulharsko